# Jim Fung
Jim Fung (Fung Chuen Keung; en xinès: 冯传强; Hong Kong, 16 de maig de 1944 – Sydney, 18 de març de 2007) va ser un mestre de l'art marcial de wing chun kung fu.
Va començar a entrenar wing chun amb Chu Shong-tin el 1960 i ha estat el seu alumne directe des de llavors.
En la seva adolescència, Jim Fung va viatjar a Austràlia per estudiar dret a la Universitat d'Adelaide. Va començar a ensenyar Wing Chun en el seu International Wing Chun Academy (prèviament coneguda com la C.K. Wing Chun Kung Fu School) el 1973.
El 1975 Jim Fung va ser nomenat director vitalici de Ving Tsun Athletic Association.
Jim Fung va escriure dos llibres - Wing Chun Kung Fu (1981) i The Authentic Wing Chun Weapons (1984). El 1985 va fer un video instruccional sobre wing chun.
Jim Fung va morir a la seva llar de Sydney el 18 de març de 2007.